# Адромискус гребенчатый
Адромискус гребенчатый (лат. Adromischus cristatus) — вид суккулентных растений рода Адромискус (Adromischus), семейства Толстянковые (Crassulaceae), произрастающий на территории ЮАР (Капская провинция и Квазулу-Натал).

## Название
Родовое латинское (научное) название Adromischus происходит от др.-греч. ἁδρός, hadrós — «взрослый», «толстый» или «громоздкий» и др.-греч. μίσχος, míschos — «стебель» или, вероятнее всего «цветонос».
Видовой латинский эпитет cristatus переводится как — «гребенчатый», «с гребешком».

## Ботаническое описание

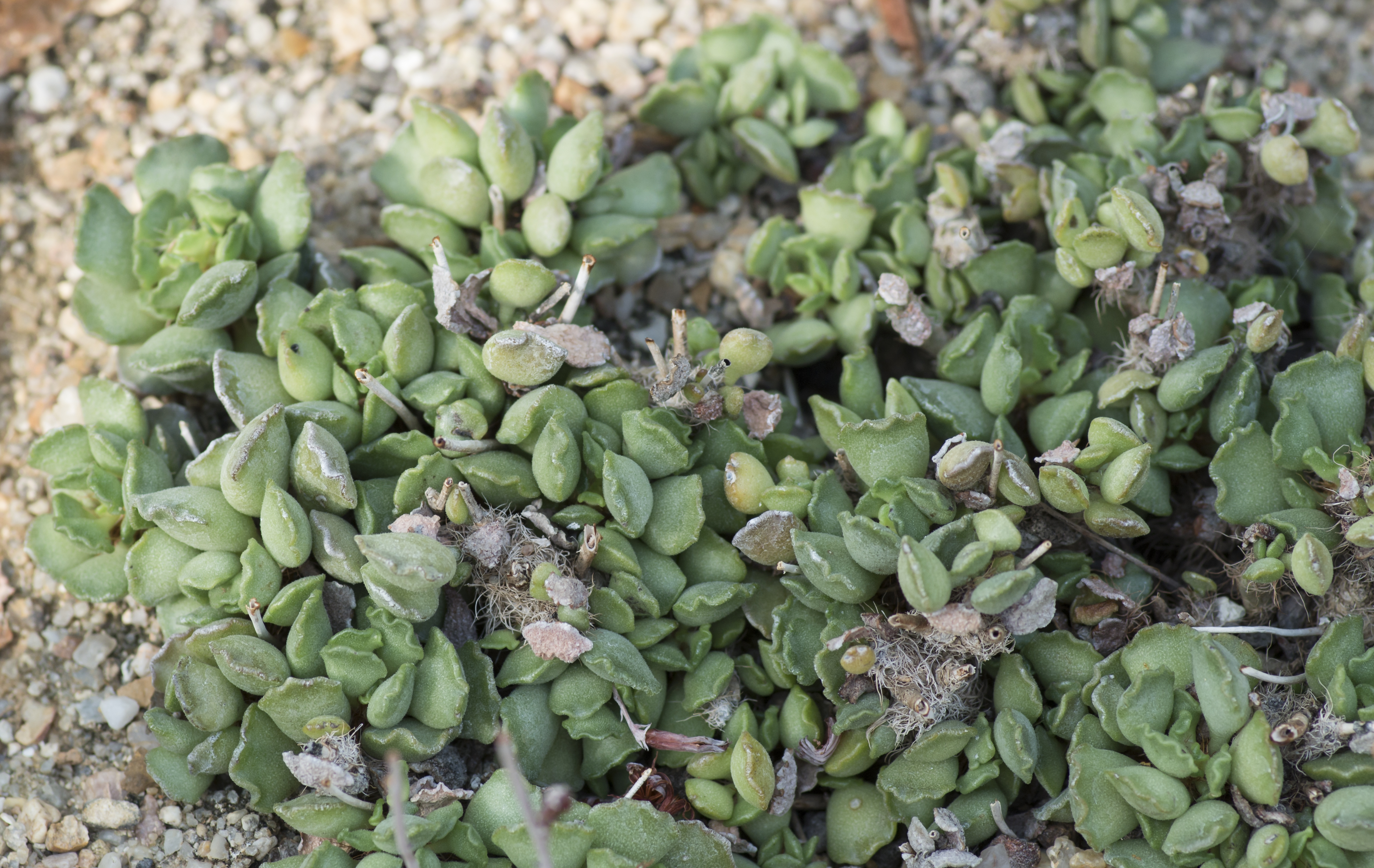
В «Саду растений», Париж

Многолетние растение с короткими прямостоячими стеблями длиной 20-50 мм, которые образуют немногочисленные розетки и имеют тонкие воздушные и мочковатые корни у основания. Листья имеют обратнояйцевидную или обратноланцетно-треугольную форму. Их размеры варьируются от продолговатых до продолговато-эллиптических и составляют (15-)20-40(-52) x 5-13(-18) мм. Форма листьев может быть от клиновидной до черешковой, часто они усеченные или округлые, иногда расширенные. Их поверхность может быть слегка дорзивентрально сжатой, а конечный край обычно волнистый и роговой. Иногда на листьях могут быть железистые волоски. Листья обычно голые или лишь незначительно покрытыми волосками. Они окрашены в зеленый или серо-зеленый цвет, часто с наличием более темных отметин.
Соцветие представлено колосовидными кистями, содержащими 1 цветок, и имеет длину примерно 0,1-0,2 м. Оно окрашено в сизо-зеленый цвет. Цветоножки соцветия имеют длину 1-2 мм. Почки имеют круглую форму с продольными бороздками. Они постепенно суживаются к вершине и сначала растут прямо, а затем немного ветвистые. Чашечка имеет длину 1,5-3 мм и окрашена в серо-зеленый цвет. Венчик состоит из цилиндрической трубки длиной 10-12 мм, окрашенной в сизо-зеленый цвет. Доли венчика имеют овально-треугольную форму и длину 2-3,5 мм. Они острые, шероховатые, с булавовидными трихомами в области горла. Доли окрашены в белый цвет с розовым оттенком и имеют более темную линию на выступающем краю. Пыльники имеют длину примерно 0,6-0,9 мм.

## Распространение
Это суккулентный полукустарник, который преимущественно растёт в субтропическом биоме. Он обычно обитает в расщелинах каменистых песчаников и сланцевых склонов. Этот вид является типичным представителем суккулентных зарослей Восточного Кейпа.

## Таксономия
Adromischus cristatus (Haw.) Lem., первое упоминание в Jard. FIeur. 2(Misc.): 60 (1852).

### Синонимы
Гомотипные (основанные на одном и том же номенклатурном типе):
- Cotyledon cristata Haw. (1827)

### Разновидности
Подтвержденные разновидности по данным сайта Plants of the World Online на 2023 год:

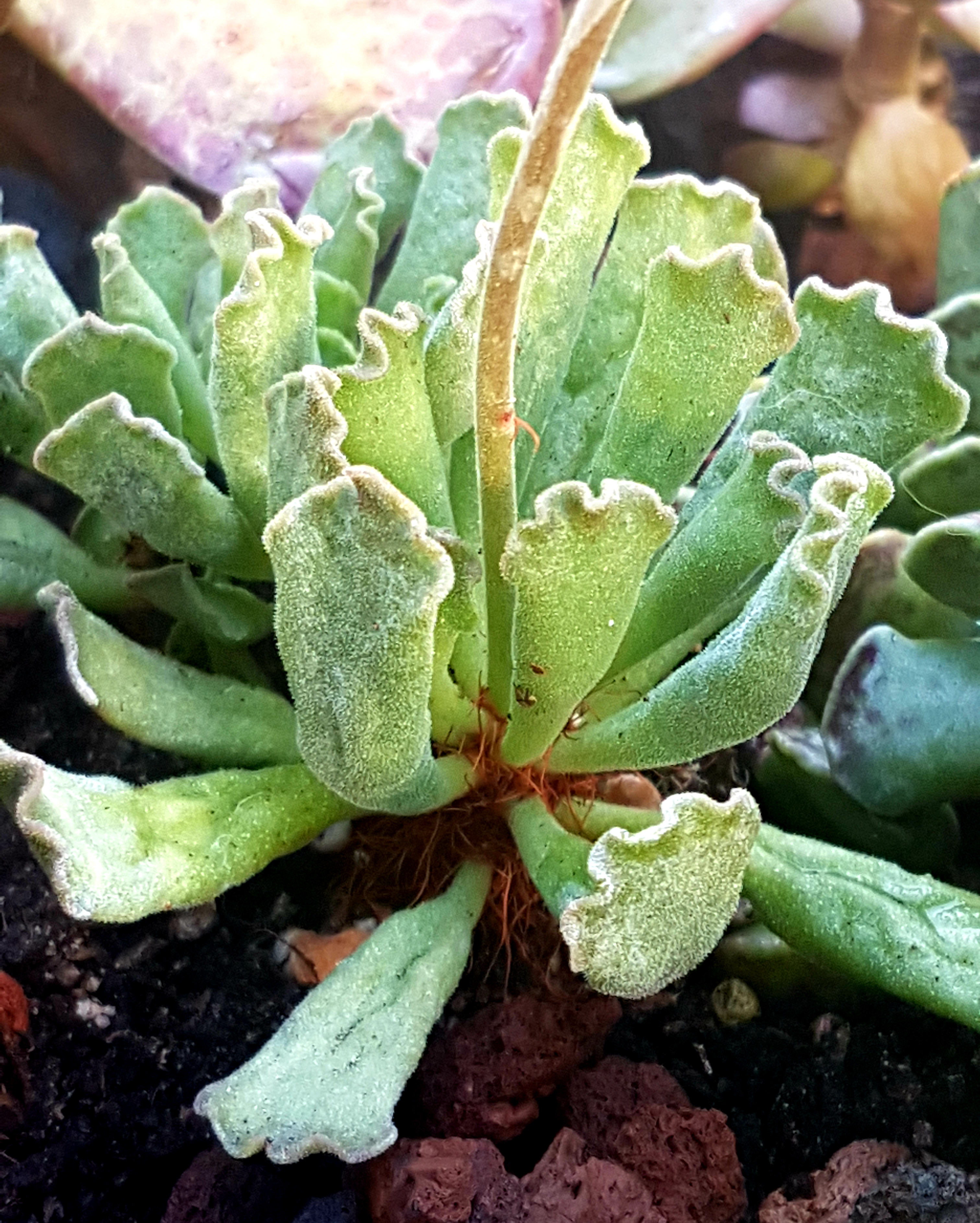
Adromischus cristatus var. clavifolius

- Adromischus cristatus var. clavifolius (Haw.) Toelken
- Adromischus cristatus var. cristatus
- Adromischus cristatus var. mzimvubuensis van Jaarsv.
- Adromischus cristatus var. schonlandii (E.Phillips) Toelken
- Adromischus cristatus var. zeyheri (Harv.) Toelken

## Примечание
1. 1 2 3 4 5  Adromischus cristatus (Haw.) Lem. | Plants of the World Online | Kew Science (англ.). Plants of the World Online. Дата обращения: 27 октября 2022. Архивировано 10 сентября 2022 года.
2. ↑  αδρός (англ.) // Wiktionary. — 2022-08-27. Архивировано 6 июня 2023 года.
3. 1 2  κοτσάνι (англ.) // Wiktionary. — 2019-11-14. Архивировано 6 июня 2023 года.
4. ↑  Urs Eggli, Leonard E. Newton. Etymological dictionary of succulent plant names. — Berlin Heidelberg: Springer, 2004. — 266 с. — ISBN 978-3-540-00489-9.
5. ↑  Коллекции растений ЦСБС СО РАН - Adromischus cristatus var. zeyheri (Harv.) Toelken – Адромискус гребенчатый var. zeyheri. www.csbg.nsc.ru. Дата обращения: 8 июня 2023. Архивировано 15 января 2023 года.
6. 1 2  Adromischus cristatus (Haw.) Lem. www.worldfloraonline.org. Дата обращения: 27 октября 2022. Архивировано 10 сентября 2022 года.
7. ↑  Adromischus cristatus (Haw.) Lem. www.worldfloraonline.org. Дата обращения: 8 июня 2023. Архивировано 10 сентября 2022 года.
8. ↑  Adromischus cristatus. www.llifle.com. Дата обращения: 8 июня 2023. Архивировано 8 июня 2023 года.